# Euproctis citrinula
Euproctis citrinula är en fjärilsart som beskrevs av Van Eecke 1928. Euproctis citrinula ingår i släktet Euproctis och familjen tofsspinnare. Inga underarter finns listade i Catalogue of Life.